# کمیته المپیک کاستاریکا
کمیته المپیک کاستاریکا (اسپانیایی: Comité Olímpico de Costa Rica‎) یک سازمان ورزشی است که نماینده کشور کاستاریکا در کمیته بین‌المللی المپیک می‌باشد.
این سازمان که در سال ۱۹۳۶ به رسمیت شناخته شده است مسئول آماده‌سازی و اعزام ورزشکاران به بازی‌های المپیک، بازی‌های المپیک جوانان و بازی‌های پان امریکن است.